# Åbyverket
Åbyverket är ett kraftverk för fjärrvärme i Örebro, ritat av arkitekt Jan Wallinder. Anläggningen ligger i Åby några kilometer söder om centrum, mellan Södra Infartsleden, Västerleden, Örnsro och Svartån.

## Historik
År 1955 tog Örebro kommunfullmäktige beslutet att uppföra en kraftvärmeanläggning, och 1960 stod Åbyverket klart och kunde försörja stadens södra stadsdelar med värme. Från början var anläggningen en del av Örebro Stads industriverk, vilket senare omvandlades till det kommunägda bolaget Örebro Energi AB. År 1997 såldes Åbykraftverket till Sydkraft (idag E.ON). 
I slutet av 1990-talet inledde konstnären Bengt Lindström ett samarbete med Sydkraft, vilket resulterade i två av norra Europas största bildkonstverk som målades på Åbyverkets plåtklädda fasadpartier (se bild). Motivet sägs vara hämtat från den nordiska mytologin. I den närbelägna stadsdelen Adolfsberg finns även en mindre distributionsanläggning som tillhör kraftverket med en liknande målning, fast i mindre skala. 
Den 6 oktober 2012 eldhärjades Åbyverket, då en ångturbin exploderade. Verket slogs ut helt, vilket drabbade fastigheterna i Örebro då verket som till 98% försörjer Örebro med fjärrvärme. Den 7 november 2017 slogs hela Åbyverket ut igen.

## Produktionsanläggningen
Genom åren har kraftverket byggts ut och fick sitt nuvarande utseende under 1970-talet, vilket dominerar utsikten från många håll i staden. Ångan från den höga skorstenen syns på flera mils avstånd. Idag består själva kraftverket av 5 ångpannor och tre ångturbiner. Den totala effekten är 150 MWe /320 MWv. Huvudbränslen är träflis, olja, kol och torv. Åbyverket levererar 1,3 TWh el och drygt 1,0 TWh värme (1998) till 83000 kunder i regionen.